# Pandemia de COVID-19 en Andorra
La pandemia de COVID-19 afectó a Andorra por primera vez el 2 de marzo de 2020, día en que se confirmó el primer caso de SARS-CoV-2. Este artículo explica el impacto de la pandemia en el principado, pero no es exhaustivo.
Desde mediados del mes de marzo, el gobierno andorrano recibe el asesoramiento del epidemiólogo español Oriol Mitjà. El 22 de marzo se contabilizaba la primera víctima mortal, un hombre de 88 años.

## Cronología
El 2 de marzo el gobierno de Andorra confirmó el primer caso de coronavirus, un chico de 20 años procedente de Milán, Italia. Quedó aislado en el Hospital Nuestra Señora de Meritxell, el único del principado. Fue dado de alta el 8 de marzo.
El 12 de marzo se confirmó un segundo caso, una mujer de 87 años.
El 15 de marzo se anunciaron cuatro nuevos casos; todos habían estado en contacto con la mujer de 87 años. El día siguiente la cifra total de positivos subió hasta los 14 casos: de estos, cuatro ingresados en el hospital (uno de los cuales en la UCI en estado grave) y el resto aislados en sus casas. Entre los afectados, un ciudadano español y cuatro profesionales del Sistema Andorrano de Atención Sanitaria.
El 17 de marzo había 39 positivos. El 20 de marzo eran 75 los casos y se anunció que empezaría un ensayo clínico para tratar el COVID-19, a cargo del doctor Mitjà.
El día 11 de abril una paciente de 79 años de La Seu d'Urgell (Cataluña, España) fue trasladada a la UCI del hospital Nostra Senyora de Meritxell.

## Datos estadísticos
Evolución del número de personas infectadas con COVID-19 en Andorra.

## Reacciones

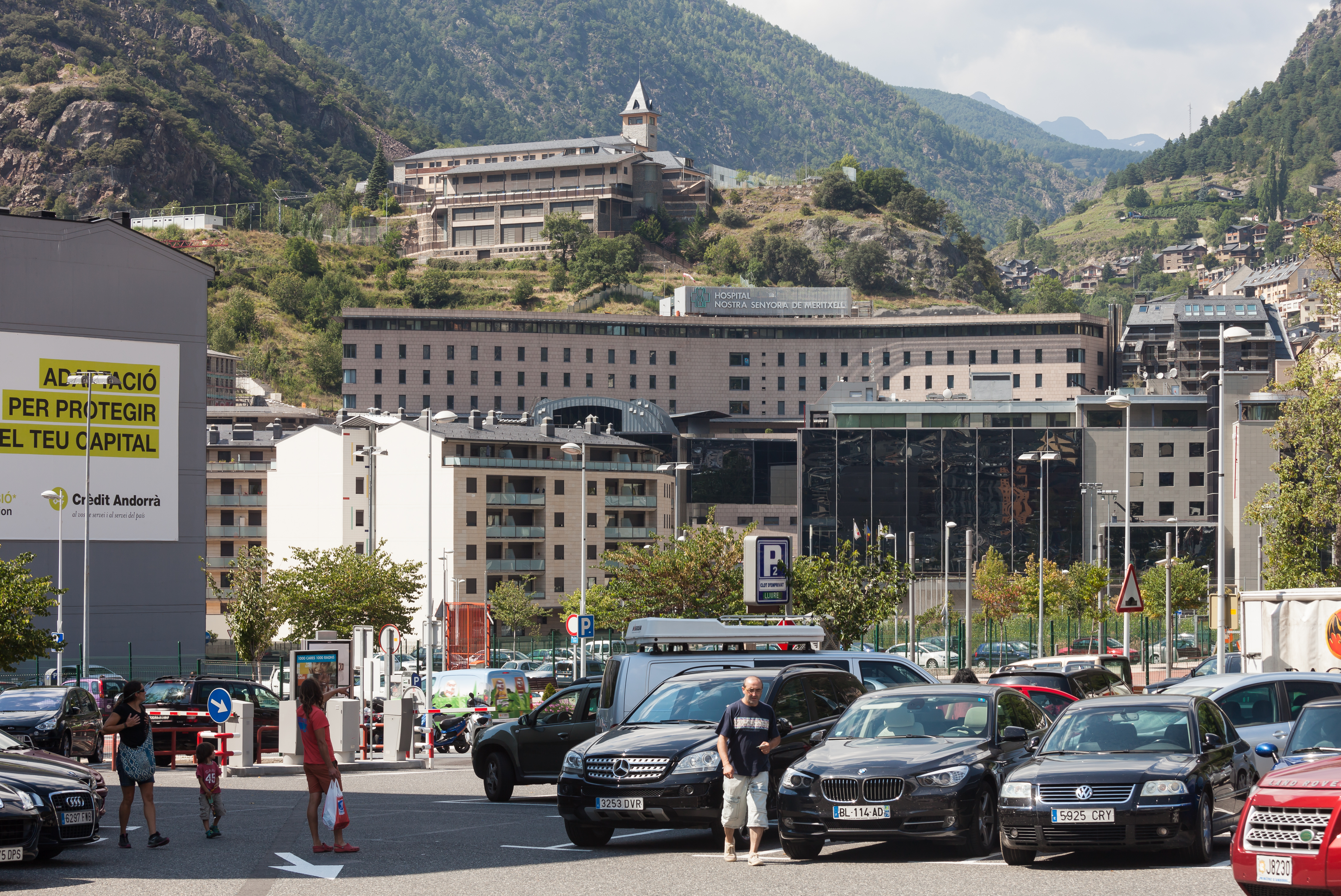
El hospital Nuestra Señora de Meritxell, en Las Escaldas-Engordany.

El gobierno ordenó el cierre de las escuelas e institutos a partir del 16 de marzo. También se suspendieron todas las actividades culturales programadas por las administraciones. En una comparecencia el 13 de marzo, el Jefe de Gobierno Xavier Espot anunció que se cerraban todos los establecimientos públicos, salvo los que vendían productos de primera necesidad y farmacias durante dos semanas. El día siguiente se suspendieron los actos de celebración del Día de la Constitución. Además, se restringió la circulación en la frontera y solo se permitía salir por razones sanitarias, para el transporte de mercancías o a residentes fuera del país. Se prohibió la venta de tabaco y alcohol a los turistas y se restringió la cantidad a nacionales y residentes.
El 16 de marzo, Espot ordenó el cese las actividades laborales de riesgo (como la construcción o las profesiones liberales) durante un mínimo de ocho días, y se redujo al mínimo la actividad de la administración pública para evitar el colapso del sistema sanitario. En paralelo, el gobierno empezó a trabajar en un proyecto de ley para regular los estados de alarma y de emergencia, previstos a la Constitución pero no desarrollados nunca en ninguna ley.